# چگالی جریان الکتریکی

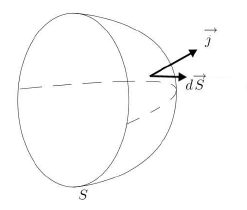
بردار چگالی جریان بار. در هر نقطه از سطح S، چگالی جریان j و بردار سطح ابتدایی dS تعریف می شوند.

چگالی جریان الکتریکی یک تابع نقطه‌ای است که جریان گذرنده از سطحی واحد و عمود بر مسیر عبور جریان را اندازه می‌گیرد. این کمیت را با j نشان می‌دهند.